# PMF1
PMF1 (англ. PMF1-BGLAP readthrough) – білок, який кодується однойменним геном, розташованим у людей на короткому плечі 1-ї хромосоми.  Довжина поліпептидного ланцюга білка становить 205 амінокислот, а молекулярна маса — 23 339.
| 10         |  | 20         |  | 30         |  | 40         |  | 50         |
| ---------- |  | ---------- |  | ---------- |  | ---------- |  | ---------- |
| MAEASSANLG |  | SGCEEKRHEG |  | SSSESVPPGT |  | TISRVKLLDT |  | MVDTFLQKLV |
| AAGSYQRFTD |  | CYKCFYQLQP |  | AMTQQIYDKF |  | IAQLQTSIRE |  | EISDIKEEGN |
| LEAVLNALDK |  | IVEEGKVRKE |  | PAWRPSGIPE |  | KDLHSVMAPY |  | FLQQRDTLRR |
| HVQKQEAENQ |  | QLADAVLAGR |  | RQVEELQLQV |  | QAQQQAWQAL |  | HREQRELVAV |
| LREPE      |  |            |  |            |  |            |  |            |

A: Аланін

C: Цистеїн

D: Аспарагінова кислота

E: Глутамінова кислота

F: Фенілаланін

G: Гліцин

H: Гістидин

I: Ізолейцин

K: Лізин

L: Лейцин

M: Метіонін

N: Аспарагін

P: Пролін

Q: Глутамін

R: Аргінін

S: Серин

T: Треонін

V: Валін

W: Триптофан

Кодований геном білок за функцією належить до активаторів. 
Задіяний у таких біологічних процесах як транскрипція, регуляція транскрипції, клітинний цикл, поділ клітини, мітоз, розходження хромосом, поліморфізм. 
Локалізований у ядрі, хромосомах, центромерах, кінетохорі.